# Sedum aytacianum
Sedum aytacianum är en fetbladsväxtart som beskrevs av J. Metzger. Sedum aytacianum ingår i Fetknoppssläktet som ingår i familjen fetbladsväxter. Inga underarter finns listade i Catalogue of Life.